# Guido Vincon
Guido Vincon (San Germano Chisone, 22 maggio 1914 – acque di Malta, 26 luglio 1941) è stato un militare e marinaio italiano, in forza alla Regia Marina durante la seconda guerra mondiale fu attivo nella Xª Flottiglia MAS. È stato decorato con la medaglia d'oro al valor militare alla memoria per l'azione del 26 marzo 1941.

## Biografia
Nacque a San Germano Chisone (provincia di Torino) il 22 maggio 1914. Operaio metalmeccanico con la passione per il disegno,  lavorava presso le Officine Villar Perosa quando, nel novembre 1935, fu chiamato a prestare servizio militare di leva in forza alla Regia Marina. Nel 1937 conseguì la nomina a comune di prima classe silurista e nell'agosto 1938, nell'imminenza del congedo, fu promosso sottocapo.
Con l'entrata in guerra del Regno d'Italia, avvenuta il 10 giugno 1940, il 24 dello stesso mese ritornò in servizio attivo  con destinazione il Comando Marina di Tobruk prestando servizio sul cacciatorpediniere Lampo e sull'incrociatore corazzato San Giorgio. Nel luglio 1941 ritornò in Italia per essere assegnato alla Xª Flottiglia MAS, quindi entrò a far parte dell'equipaggio del MAS 451 con il quale partecipò poi, nella notte dal 25 al 26 luglio, alla missione di appoggio agli operatori durante il disastroso tentativo di forzamento della base navale inglese di Malta: il suo motoscafo infatti fu bersagliato da aerei nemici, e nonostante lui fosse riuscito ad abbatterne uno benché gravemente ferito, il suo mezzo venne affondato portando alla morte anche il sottocapo della marina.

### Fonti
1. 1 2 3 4 5 6  Alberini, Prosperini 2016, p. 544.
2. 1 2 3 4  Combattenti Liberazione.
3. ↑  Quirinale.it